# Vaenö en Glaenö
Vaenö en Glaenö (in het Deens: Vænø og Glænø) is een vertelling van Hans Christian Andersen, verschenen in 1868.

## Het verhaal
Voor de kust van Seeland, tegenover het kasteel Holsteinborg, lagen de eilanden Vænø (Vaenö) en Glænø (Glaenö). Vaenö verdween in een nacht in de zee, vissers kunnen de kerkklokken nog horen onder zich in het water. Het geluid lijkt op dat van de wilde zwanen. Pompen raasden en toverwoorden werden gelezen. Seeland kreeg bunders land als bruidsschat.